# Nomada coronata
Nomada coronata är en biart som beskrevs av Pérez 1896. Nomada coronata ingår i släktet gökbin, och familjen långtungebin. Inga underarter finns listade i Catalogue of Life.